# Yerevan TV
«Yerevan TV» (вірм. Երևան) — приватний інформаційно-розважальний телеканал у Вірменії. Телекомпанію заснував Варшам Гарібян у 2000 році. Мовлення ведеться на вірменській мові, сигнал охоплює велику частину Вірменії. Штаб-квартира знаходиться в Єревані. Канал також доступний абонентам двох операторів кабельного телебачення «Interactive TV» і «Ucom».

## Програми
- Погляд на світ
- Перехрестя думок
- Вісник
- Мій Єреван
- XXII століття
- Імідж
- Серед білого дня
- Бон апетит
- Фейс контроль
- Народження зірок
- Муай-тай бокс
- Yerevan Night
- Life Line
- Rockesse
- The Best
- Наші хіти
- Муз антракт
- Планета дітей
- Мультклуб
- Авторинок
- Корисні поради